# گمینا سوخ دانب
گمینا سوخ دانب (به لهستانی:  Gmina Suchy Dąb) یک گمینا در لهستان است که در شهرستان گدانسک واقع شده‌است. گمینا سوخ دانب ۸۴٫۹۸ کیلومتر مربع مساحت و ۳٬۸۳۲ نفر جمعیت دارد.